# 天王洲運河

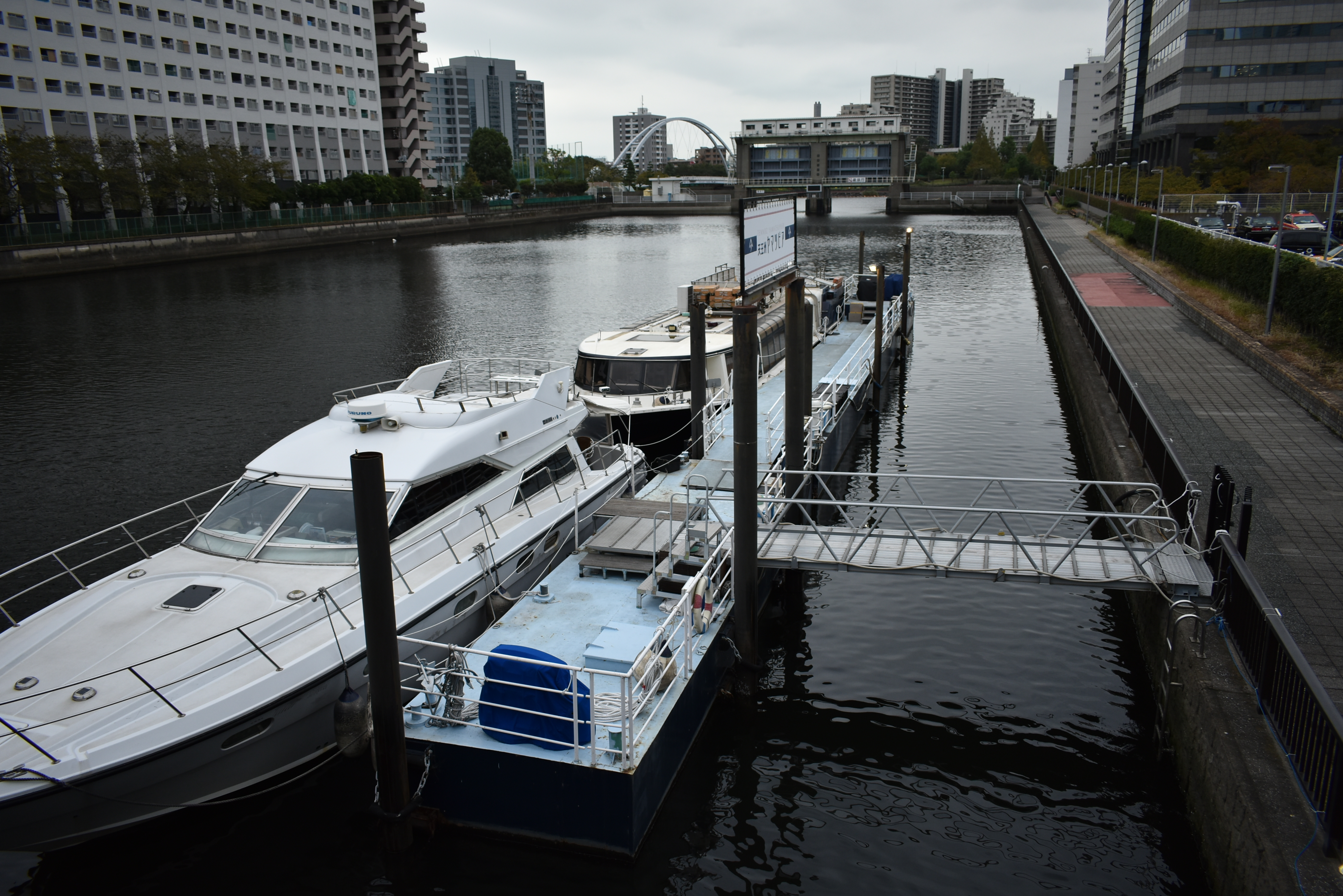
天王洲運河（2019年10月18日撮影）

天王洲運河（てんのうずうんが）は、東京都品川区北品川と港区港南・品川区東品川を流れ京浜運河に注ぐ運河である。京浜運河・高浜運河・天王洲南運河を含めた天王洲地区が運河ルネッサンス推進地区に指定されている。

## 橋梁
- 天王洲橋（旧海岸通り）
- 天王洲大橋（首都高速1号羽田線、東京都道317号環状六号線、東京モノレール羽田線）
- 新東海橋（海岸通り）
- 目黒川水門

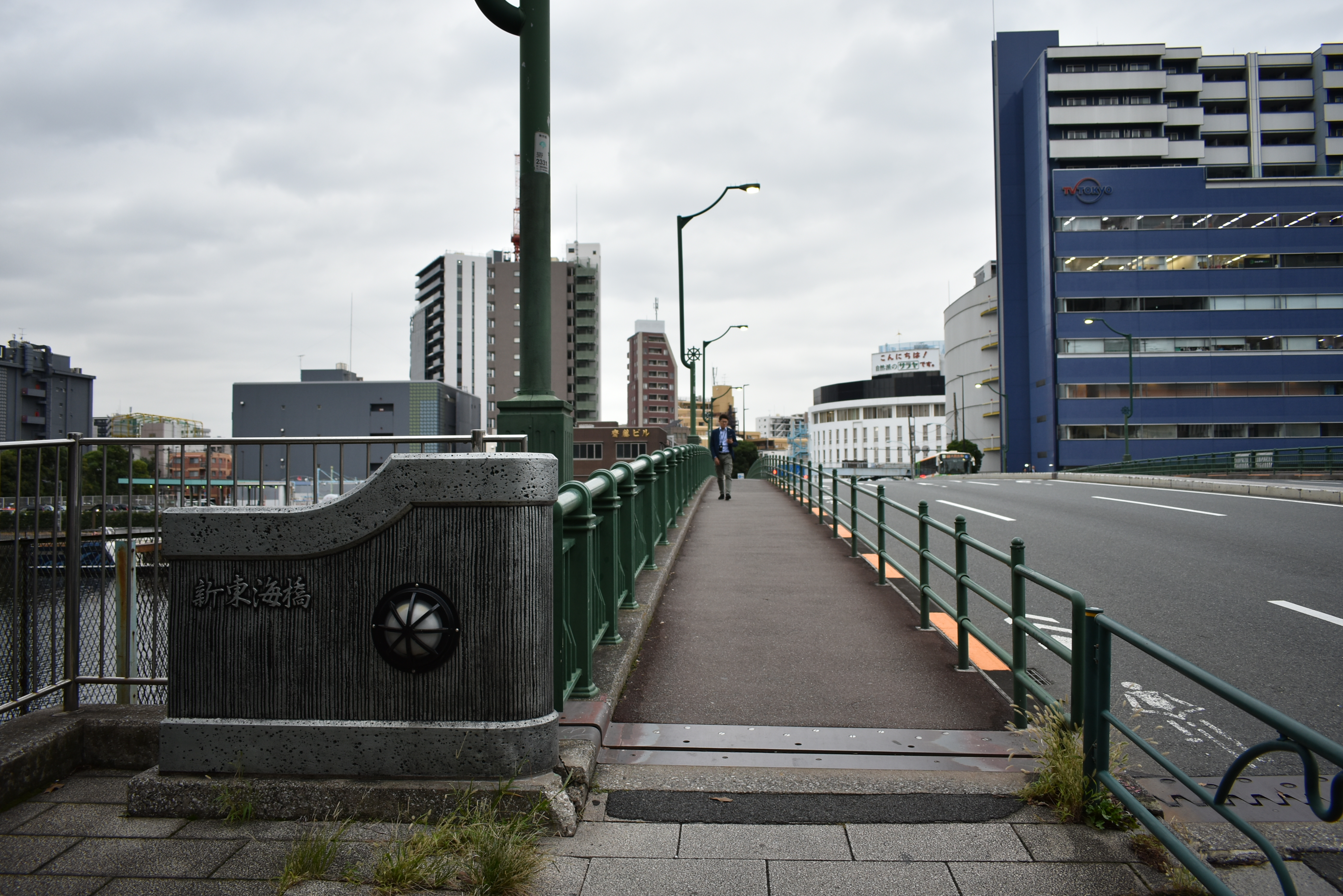
新東海橋（2019年10月18日撮影）
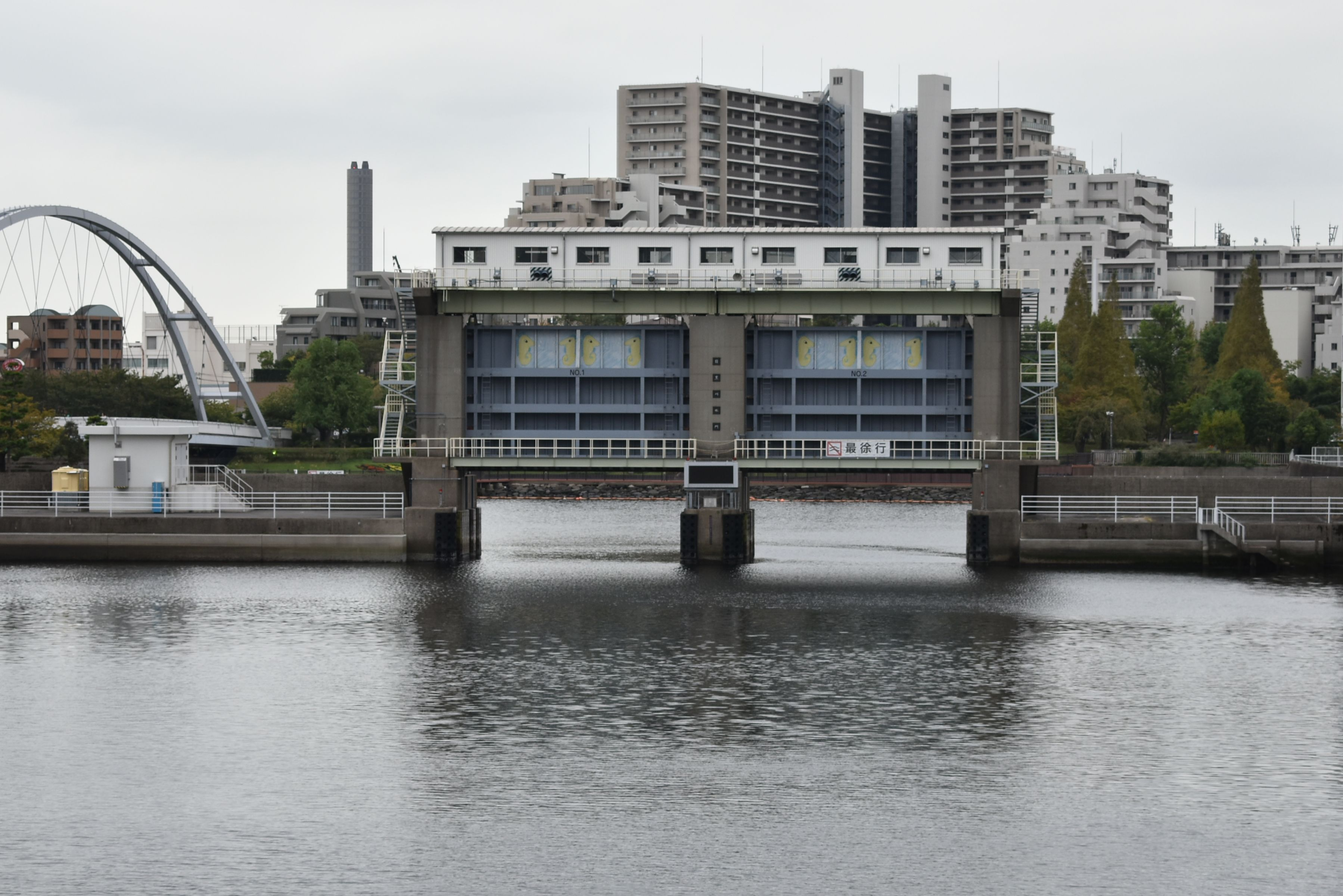
目黒川水門（2019年10月18日撮影）

## 流域の施設
- 天王洲アイル
- 東京海洋大学